# Lonomia columbiana
Lonomia columbiana är en fjärilsart som beskrevs av Lemaire 1971. Lonomia columbiana ingår i släktet Lonomia och familjen påfågelsspinnare. Inga underarter finns listade i Catalogue of Life.